# Gian Girolamo Albani
Giovanni Girolamo Albani (né à Bergame le 3 janvier 1509 et mort à Rome le 15 avril 1591) est un cardinal italien du XVIe siècle.

## Biographie
Gian Gerolamo était un représentant de la famille Albani, famille qui fut pendant des siècles l'une des plus importantes de la ville de Bergame, la ville faisant partie des domaines de Terre Ferme de la Sérénissime. La famille avait comme ancêtre fondateur Rotoaldo de Albano (967).
Gian Gerolamo étudie à l'université de Padoue. Il est nommé cavaliere aurato par le doge de Venise et est collaterale generale de l'armée vénitienne et podestà et magistrat de Bergame. Sa carrière militaire, politique puis ecclasiastique se déroule sur le fond obscur de la lutte longue et sanglate qui vit impliqués ses familiers et descendants contre la famille Brembati elle aussi originaire de Bergame, durant de nombreuses décennies du XVIe siècle. Cette lutte atteindra une sorte d'apogée funeste avec l'assassinat du comte Achille Brembati en pleine messe dans la Basilique Santa Maria Maggiore a Bergame. Ses fils seront condamnés ainsi que leurs sbires à mort pour les uns et à l'exil pour les autres.
En 1563, après la mort de son épouse il devient protonotaire apostolique participantium et puis gouverneur des Marches. Le pape Pie V le crée cardinal lors du consistoire du 17 mai 1570. À partir de 1585 il est gouverneur de Bagnoregio. Le cardinal Albani est un canoniste connu et est notamment l'auteur de De donatione Constantini (Cologne, 1535), De cardinalatu (Rome, 1541), De potestate papæ et concilii (Lyon, 1558 et Venise, 1561) et de De immunitate ecclesiarum, dédié au pape Jules III (Rome, 1553). Il est un ami du poète Torquato Tasso. Albani participe au conclave de 1572, lors duquel Grégoire XIII est élu. Susceptible d'être élu pape, il participe aussi aux conclaves de 1585 (élection de Sixte V) et aux deux conclaves de 1590 (élection d' Urbain VII et de Grégoire XIV).